# Verbandsliga Brandenburg 2006/07
Die Verbandsliga Brandenburg 2006/07 war die 17. Spielzeit und die 13. als fünfthöchste Spielklasse im Fußball der Männer.
Der FSV Optik Rathenow wurde in dieser Saison zum zweiten Mal Landesmeister in Brandenburg und stieg damit in die Fußball-Oberliga Nordost auf. Der SV Altlüdersdorf errang, mit 8 Punkten Rückstand, die Vizemeisterschaft. Zur Winterpause führte der FSV Optik Rathenow nach der Hinrunde die Tabelle der Verbandsliga Brandenburg an und errang damit den inoffiziellen Titel des Herbstmeisters.
Als Absteiger standen nach dem 30. Spieltag der Eisenhüttenstädter FC Stahl und die SG Burg fest und mussten in die Landesliga absteigen.

## Teilnehmer
An der Spielzeit 2006/07 nahmen insgesamt 16 Vereine teil.
| ▼Absteiger aus der Oberliga Nordost 2005/06 |
| ------------------------------------------- |
| SV Falkensee-Finkenkrug                     |

| Mannschaften aus der Verbandsliga Brandenburg 2005/06 | Mannschaften aus der Verbandsliga Brandenburg 2005/06 | Mannschaften aus der Verbandsliga Brandenburg 2005/06 |
| ----------------------------------------------------- | ----------------------------------------------------- | ----------------------------------------------------- |
| Frankfurter FC Viktoria 91                            | SV Altlüdersdorf                                      | SG Blau-Gelb Laubsdorf                                |
| FSV Optik Rathenow                                    | SV Babelsberg 03 II                                   | SV Schwarz-Rot Neustadt (Dosse)                       |
| FC Schwedt 02                                         | Breesener SV Guben Nord                               | Eisenhüttenstädter FC Stahl                           |
| Brandenburger SC Süd 05                               | FSV 63 Luckenwalde                                    | SG Burg                                               |
| FC Strausberg                                         |                                                       |                                                       |

| ▲Aufsteiger aus der Landesliga 2005/06 | ▲Aufsteiger aus der Landesliga 2005/06 |
| -------------------------------------- | -------------------------------------- |
| SV Eintracht Ortrand                   | Oranienburger FC Eintracht 1901        |

## Abschlusstabelle
| Pl. | Verein                              | Sp. | S  | U  | N  | Tore    | Diff. | Punkte |
| --- | ----------------------------------- | --- | -- | -- | -- | ------- | ----- | ------ |
| 1.  | FSV Optik Rathenow                  | 30  | 21 | 3  | 6  | 066:230 | +43   | 66     |
| 2.  | SV Altlüdersdorf                    | 30  | 18 | 4  | 8  | 067:390 | +28   | 58     |
| 3.  | SV Falkensee-Finkenkrug (A)         | 30  | 16 | 6  | 8  | 059:330 | +26   | 54     |
| 4.  | SG Burg Fn. 1                       | 30  | 14 | 8  | 8  | 047:370 | +10   | 50     |
| 5.  | SV Babelsberg 03 II                 | 30  | 13 | 10 | 7  | 046:300 | +16   | 49     |
| 6.  | FSV 63 Luckenwalde                  | 30  | 14 | 6  | 10 | 047:320 | +15   | 48     |
| 7.  | Frankfurter FC Viktoria 91          | 30  | 14 | 6  | 10 | 050:440 | +6    | 48     |
| 8.  | Brandenburger SC Süd 05             | 30  | 12 | 7  | 11 | 048:420 | +6    | 43     |
| 9.  | SV Schwarz-Rot Neustadt (Dosse)     | 30  | 11 | 10 | 9  | 042:380 | +4    | 43     |
| 10. | FC Schwedt 02                       | 30  | 11 | 9  | 10 | 052:530 | −1    | 42     |
| 11. | FC Strausberg                       | 30  | 10 | 7  | 13 | 045:490 | −4    | 37     |
| 12. | Breesener SV Guben Nord             | 30  | 9  | 8  | 13 | 038:490 | −11   | 35     |
| 13. | SG Blau-Gelb Laubsdorf              | 30  | 7  | 7  | 16 | 051:720 | −21   | 28     |
| 14. | SV Eintracht Ortrand (N)            | 30  | 6  | 8  | 16 | 038:730 | −35   | 26     |
| 15. | Oranienburger FC Eintracht 1901 (N) | 30  | 4  | 7  | 19 | 032:610 | −29   | 19     |
| 16. | Eisenhüttenstädter FC Stahl         | 30  | 3  | 8  | 19 | 031:840 | −53   | 17     |

| (A) | Absteiger aus der Oberliga Nordost 2005/06 |
| (N) | Aufsteiger aus der Landesliga 2005/06      |

## Kreuztabelle
| 2006/07                         | FSV Optik Rathenow | SV Altlüdersdorf | SV Falkensee-Finkenkrug | SG Burg | SV Babelsberg 03 II | FSV 63 Luckenwalde | Frankfurter FC Viktoria 91 | Brandenburger SC Süd 05 | SV Schwarz-Rot Neustadt (Dosse) | FC Schwedt 02 | FC Strausberg | Breesener SV Guben Nord | SG Blau-Gelb Laubsdorf | SV Eintracht Ortrand | Oranienburger FC Eintracht 1901 | Eisenhüttenstädter FC Stahl |
| ------------------------------- | ------------------ | ---------------- | ----------------------- | ------- | ------------------- | ------------------ | -------------------------- | ----------------------- | ------------------------------- | ------------- | ------------- | ----------------------- | ---------------------- | -------------------- | ------------------------------- | --------------------------- |
| FSV Optik Rathenow              |                    | 2:0              | 5:2                     | 4:1     | 2:0                 | 2:1                | 3:0                        | 1:0                     | 2:1                             | 7:0           | 2:0           | 0:0                     | 2:1                    | 2:3                  | 1:0                             | 3:0                         |
| SV Altlüdersdorf                | 3:1                |                  | 1:0                     | 2:0     | 1:1                 | 3:1                | 2:3                        | 3:1                     | 0:1                             | 5:1           | 2:1           | 5:2                     | 3:1                    | 6:0                  | 1:4                             | 0:0                         |
| SV Falkensee-Finkenkrug         | 0:2                | 0:2              |                         | 0:3     | 1:1                 | 2:1                | 0:1                        | 1:1                     | 2:2                             | 2:0           | 2:1           | 2:0                     | 5:1                    | 4:2                  | 6:0                             | 6:1                         |
| SG Burg                         | 3:2                | 1:0              | 0:4                     |         | 0:1                 | 0:0                | 0:0                        | 1:1                     | 1:0                             | 1:1           | 3:1           | 1:1                     | 3:1                    | 3:0                  | 3:1                             | 4:0                         |
| SV Babelsberg 03 II             | 2:0                | 1:1              | 1:1                     | 0:0     |                     | 0:1                | 3:0                        | 0:3                     | 0:0                             | 1:0           | 1:0           | 3:1                     | 3:1                    | 4:1                  | 1:2                             | 0:0                         |
| FSV 63 Luckenwalde              | 1:0                | 3:0              | 1:0                     | 3:4     | 1:2                 |                    | 1:1                        | 1:0                     | 0:2                             | 2:2           | 0:0           | 6:0                     | 0:2                    | 1:2                  | 2:1                             | 3:0                         |
| Frankfurter FC Viktoria 91      | 0:0                | 0:3              | 1:1                     | 5:3     | 3:1                 | 0:3                |                            | 4:0                     | 0:0                             | 2:1           | 1:3           | 1:1                     | 3:0                    | 2:4                  | 2:1                             | 2:1                         |
| Brandenburger SC Süd 05         | 1:2                | 4:0              | 0:2                     | 3:1     | 1:0                 | 0:2                | 1:0                        |                         | 1:2                             | 1:3           | 4:4           | 3:1                     | 2:2                    | 4:1                  | 1:0                             | 2:1                         |
| SV Schwarz-Rot Neustadt (Dosse) | 0:3                | 2:5              | 0:1                     | 1:1     | 1:3                 | 1:3                | 2:0                        | 1:1                     |                                 | 2:2           | 1:0           | 0:0                     | 4:0                    | 3:0                  | 3:1                             | 3:3                         |
| FC Schwedt 02                   | 0:0                | 1:3              | 0:2                     | 1:1     | 1:3                 | 0:0                | 1:0                        | 2:1                     | 2:2                             |               | 1:0           | 3:0                     | 3:1                    | 2:0                  | 2:2                             | 5:2                         |
| FC Strausberg                   | 0:1                | 2:2              | 0:3                     | 0:1     | 1:1                 | 1:3                | 3:2                        | 1:3                     | 2:1                             | 4:2           |               | 3:1                     | 1:1                    | 3:1                  | 2:0                             | 3:2                         |
| Breesener SV Guben Nord         | 1:2                | 2:1              | 0:1                     | 0:1     | 3:2                 | 1:0                | 1:3                        | 4:2                     | 0:1                             | 4:1           | 1:0           |                         | 1:1                    | 2:0                  | 2:0                             | 2:3                         |
| SG Blau-Gelb Laubsdorf          | 1:6                | 2:3              | 4:3                     | 1:4     | 0:3                 | 1:2                | 1:4                        | 0:0                     | 2:3                             | 3:3           | 3:4           | 0:0                     |                        | 2:2                  | 3:1                             | 7:0                         |
| SV Eintracht Ortrand            | 2:1                | 0:3              | 1:1                     | 2:1     | 2:2                 | 5:1                | 2:6                        | 0:2                     | 1:1                             | 0:5           | 0:1           | 1:1                     | 1:4                    |                      | 1:1                             | 0:0                         |
| Oranienburger FC Eintracht 1901 | 0:3                | 0:3              | 0:1                     | 1:2     | 1:1                 | 0:4                | 1:2                        | 2:2                     | 0:1                             | 2:3           | 2:2           | 2:2                     | 1:2                    | 2:1                  |                                 | 3:1                         |
| Eisenhüttenstädter FC Stahl     | 0:5                | 2:4              | 1:4                     | 1:0     | 1:5                 | 0:0                | 1:2                        | 0:3                     | 2:1                             | 0:4           | 2:2           | 1:4                     | 2:3                    | 3:3                  | 1:1                             |                             |

## Statistiken

### Torschützenliste
| Pl. | Spieler        | Mannschaft                 | Tore |
| --- | -------------- | -------------------------- | ---- |
| 1.  | Nico Wendlandt | FC Schwedt 02              | 21   |
| 1.  | Patrick Scholz | FSV Optik Rathenow         | 21   |
| 3.  | Tilo Lindner   | FSV 63 Luckenwalde         | 19   |
| 4.  | Georg Froese   | SV Falkensee-Finkenkrug    | 17   |
| 5.  | Henry Haufe    | Frankfurter FC Viktoria 91 | 15   |

### Zuschauertabelle
| Pl.    | Verein | Verein                          | Spiele | Zuschauer | ø pro Spiel |
| ------ | ------ | ------------------------------- | ------ | --------- | ----------- |
| 01.    |        | FSV 63 Luckenwalde              | 15     | 4.520     | 301         |
| 02.    |        | SV Falkensee-Finkenkrug         | 15     | 4.132     | 275         |
| 03.    |        | FC Strausberg                   | 15     | 3.873     | 258         |
| 04.    |        | FSV Optik Rathenow              | 15     | 3.369     | 225         |
| 05.    |        | SV Altlüdersdorf                | 15     | 2.835     | 189         |
| 06.    |        | Brandenburger SC Süd 05         | 15     | 2.795     | 186         |
| 07.    |        | FC Schwedt 02                   | 15     | 2.683     | 179         |
| 08.    |        | Breesener SV Guben Nord         | 15     | 2.517     | 168         |
| 09.    |        | SV Eintracht Ortrand            | 15     | 2.188     | 146         |
| 10.    |        | Eisenhüttenstädter FC Stahl     | 15     | 2.103     | 140         |
| 11.    |        | Oranienburger FC Eintracht 1901 | 15     | 1.981     | 132         |
| 12.    |        | SV Babelsberg 03 II             | 15     | 1.915     | 128         |
| 13.    |        | SV Schwarz-Rot Neustadt (Dosse) | 15     | 1.895     | 126         |
| 14.    |        | SG Blau-Gelb Laubsdorf          | 15     | 1.842     | 123         |
| 15.    |        | SG Burg                         | 15     | 1.658     | 111         |
| 16.    |        | Frankfurter FC Viktoria 91      | 15     | 1.594     | 106         |
| Gesamt | Gesamt | Gesamt                          | Gesamt | 41.900    | 175         |